# Tul Bahadur Pun
Tul Bahadur Pun, nepalski vojak, * 23. marec 1923, † 20. april 2011, Tiblyang.
Leta 1944 je (kot edini Nepalec med činditi) prejel Viktorijin križec, britansko najvišje in najbolj prestižno odlikovanje za pogum pred sovražnikom, ki ga je izkazal med operacijo Četrtek burmanske kampanje druge svetovne vojne.
Ponovno je bil postavljen v javno pozornost leta 2004, ko je bila zavrnjena njegova prošnja za vizo za Združeno kraljestvo, katero pa je prejel nato leta 2007 na ukaz Liama Byrneja, britanskega azilno-imigracijskega ministra.

## Življenje
Viktorijin križec je prejel zaradi izkazanega poguma, ko je kot edini preostali (drugi so padli ali bili ranjeni) sam napadel japonski položaj, ubil tri vojake in prisilil v beg še pet drugih, zajel dva lahka mitraljeza z veliko streliva ter nato izvajal podporni ogenj, tako da je lahko preostanek njegovega voda zavzel svoj cilj.
Leta 2004 je zaprosil za vizo za Združeno kraljestvo, ker mu v Nepalu ni bilo možno dobiti potrebne zdravstvene oskrbe (srčni bolnik, astma, sladkorna bolezen). Sprva je bila njegova prošnja zavrnjena z utemeljitvijo, da nima dovolj močnih vezi z Združenim kraljestvom. 
1. junija 2007, pred napovedanim avgustovskim drugo-stopenjskim postopkom, pa mu je bila na ukaz Liama Byrneja, britanskega azilno-imigracijskega ministra izročena viza. V London je prispel 4. julija istega leta .